# قضیه لیوویل (آنالیز مختلط)

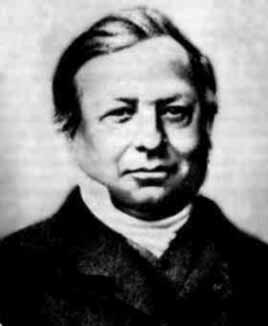
جوزف لیوویل

قضیهٔ لیوویل (جوزف لیوویل) در توابع مختلط بیان می‌کند که یک تابع کراندار تام (تام به معنای تحلیلی بر روی کل صفحهٔ مختلط) تابعی ثابت است.

## دست‌آوردها

### قضیهٔ اساسی جبر
یک چندجمله‌ای
{\displaystyle P(z)=\sum _{k=0}^{n}a_{k}z^{k}\in \mathbb {C} [z]}
هر گاه
{\displaystyle n\geq 1}
دست کم دارای یک ریشه است.
طرحی از اثبات به کمک قضیهٔ لیوویل: فرض کنید برای هر عدد مختلط
{\displaystyle z}
ای
{\displaystyle P(z)\neq 0}
. بنابراین تابع
{\displaystyle f(z)={\frac {1}{P(z)}}}
تام است. اکنون با کمک نامساوی‌های
{\displaystyle |a|-|b|\leq |a+b|\leq |a|+|b|}
یک عدد حقیقی مثبت مانند
{\displaystyle R}
بیابید که برای هر نقطه بیرون از دایرهٔ به مرکز مبدأ مختصات و شعاع
{\displaystyle R}
داشته باشیم
{\displaystyle |f(z)|\leq {\frac {2}{|a_{n}|R^{n}}}}.
به کمک قضیه‌ای که بیان می‌کرد هر تابع پیوستهٔ حقیقی‌مقدار بر روی یک مجموعهٔ فشرده بیشینه و کمینهٔ مطلق خویش را اتخاذ می‌کند یک عدد حقیقی مثبت
{\displaystyle M}
بیابید که برای هر نقطه درون و روی دایرهٔ یاد شده داشته باشیم
{\displaystyle |f(z)|\leq M}. اینک
{\displaystyle max\{{\frac {2}{|a_{n}|R^{n}}},M\}}
یک کران تابع
{\displaystyle f(z)}
است. پس
{\displaystyle f(z)}
تام و کراندار است و از قضیهٔ لیوویل باید تابعی ثابت باشد که در حالت
{\displaystyle n\geq 1}
تناقض است. پس فرض خلف باطل و از آنجا چندجمله‌ای ما دارای ریشه است.

### کتابشناسی
- ترجمهٔ امیر خسروی، ویراستهٔ علی عمیدی، تألیف جیمز وارد براون و روئل و. چرچیل، متغیرهای مختلط و کاربردها، مرکز نشر دانشگاهی، چاپ هفتم، (۱۳۸۶)
- تألیف: مجمود حصارکی، محمدرضا پورنکی، ویراستار: ارشک حمیدی، توابع مختلط، انتشارات فاطمی، چاپ یکم، (۱۳۸۲)